# أشرف وحيد
أشرف وحيد أحمد رمضان السبيعي (ولد في 5 يوليو 1991 في المحرق، البحرين) لاعب كرة قدم دولي بحريني يجيد اللعب في مركز حارس المرمى. يلعب حاليا لصالح النجمة البحريني معارا من المحرق البحريني.

## المسيرة الرياضية

### الأندية
في 5 يوليو 2009 تم تصعيد وحيد (18 سنة) إلى الفريق الأول بنادي المحرق. في موسمه الأول 2009-2010 وفي بطولة الدوري الممتاز ساهم في احتلال فريقه المركز الثاني الوصيف بفارق نقطة واحدة عن البطل الأهلي. وفي بطولة كأس ملك البحرين ساهم في وصول فريقه إلى الدور النصف النهائي عندما خسر من البسيتين 1-2. وفي بطولة كأس الخليج للأندية ساهم في تصدر فريقه المجموعة الأولى متفوقا على العربي الكويتي والشباب الإماراتي ليتأهل إلى الدور النصف النهائي حيث خسر من قطر القطري 0-3 في مجموع المباراتين.
في موسمه الثاني 2010-2011 وفي بطولة الدوري الممتاز ساهم في تتويج فريقه بالبطولة بعدما تصدر الترتيب بفارق نقطتين عن وصيفه الرفاع ليحقق وحيد أولى بطولاته مع الأندية. وفي بطولة كأس ملك البحرين ساهم في تتويج فريقه بالبطولة بعدما تغلب في المباراة النهائية على البسيتين 3-0 وليحقق وحيد ثاني بطولاته مع الأندية.
في موسمه الثالث 2011-2012 وفي بطولة الدوري الممتاز ساهم في احتلال فريقه المركز الثاني الوصيف بفارق 7 نقاط عن البطل الرفاع. وفي بطولة كأس ملك البحرين ساهم في تتويج فريقه بالبطولة للموسم الثاني على التوالي بعدما تغلب في المباراة النهائية على الرفاع 3-1 وليحقق وحيد ثالث بطولاته مع الأندية. وفي بطولة كأس الخليج للأندية ساهم في تصدر فريقه المجموعة الأولى متفوقا على الجهراء الكويتي وفنجاء العماني ليتأهل إلى الدور الربع النهائي حيث فاز على أرضه على النصر الكويتي 3-0 ليتأهل إلى الدور النصف النهائي واستطاع التغلب على العربي الكويتي 3-2 في مجموع المباراتين ليتأهل إلى المباراة النهائية حيث خسر مباراة الذهاب على أرضه 1-3 من الوصل الإماراتي ولكنه استطاع المساهمة في قلب النتيجة في مباراة الإياب والفوز على الوصل في عقر داره 3-1 ليتعادلا في مجموع المباراتين 4-4 وليحتكما إلى ركلات الترجيح حيث استطاع المحرق الفوز بها بنتيجة 5-4 وليحقق وحيد رابع بطولاته مع الأندية.
في موسمه الرابع 2012-2013 وفي بطولة الدوري الممتاز ساهم في احتلال فريقه المركز الثاني الوصيف بفارق نقطتين عن البطل البسيتين. وفي بطولة كأس ملك البحرين ساهم في تتويج فريقه بالبطولة للموسم الثالث على التوالي بعدما تغلب في المباراة النهائية على الرفاع بركلات الترجيح وليحقق وحيد خامس بطولاته مع الأندية. وفي بطولة كأس الخليج للأندية ساهم في تصدر فريقه المجموعة الثانية متفوقا على نجران السعودي والسالمية الكويتي ليتأهل إلى الدور الربع النهائي حيث خسر على أرضه من بني ياس الإماراتي بركلات الترجيح.
في موسمه الخامس والأخير في الفترة الأولى 2013-2014 وفي بطولة الدوري الممتاز ساهم في احتلال فريقه المركز الرابع بفارق 4 نقاط عن البطل الرفاع. وفي بطولة كأس ملك البحرين ساهم في وصول فريقه إلى الدور الربع النهائي عندما خسر من الرفاع الشرقي بركلات الترجيح. وفي بطولة كأس السوبر البحريني ساهم في تتويج فريقه بالبطولة بعدما تغلب على البسيتين 2-1 وليحقق وحيد سادس بطولاته مع الأندية. وفي بطولة كأس الخليج للأندية ساهم في تصدر فريقه المجموعة الثانية متفوقا على الشباب الإماراتي والشعلة السعودي ليتأهل إلى الدور الربع النهائي حيث خسر خارج أرضه من النهضة العماني 0-3.
في 1 يوليو 2014 انتقل وحيد (23 سنة) من المحرق إلى المنامة البحريني (الدوري الممتاز) في صفقة انتقال حر لمدة 3 مواسم. في موسمه الأول 2014-2015 وفي بطولة الدوري الممتاز ساهم في احتلال فريقه المركز الثالث بفارق 7 نقاط عن البطل المحرق. وفي بطولة كأس ملك البحرين ساهم في وصول فريقه إلى الدور الربع النهائي عندما خسر من المحرق 1-3. وفي بطولة كأس الخليج للأندية فشل فريقه في التأهل إلى الدور الربع النهائي بعدما احتل المركز الثالث الأخير في المجموعة الثالثة بفارق 3 نقاط عن صاحب المركز الثاني كاظمة الكويتي.
في موسمه الثاني 2015-2016 وفي بطولة الدوري الممتاز ساهم في احتلال فريقه المركز السابع بفارق نقطة واحدة عن منطقة الهبوط. وفي بطولة كأس ملك البحرين ساهم في وصول فريقه إلى الدور الربع النهائي عندما خسر من المحرق 2-6. وفي بطولة كأس الاتحاد البحريني فشل فريقه في التأهل إلى الدور النصف النهائي بعدما احتل المركز الثالث في المجموعة الثانية بفارق 3 نقاط عن صاحب المركز الثاني الرفاع الشرقي.
في موسمه الثالث 2016-2017 وفي بطولة الدوري الممتاز ساهم في احتلال فريقه المركز الرابع بفارق 3 نقاط عن البطل المالكية. وفي بطولة كأس ملك البحرين ساهم في تتويج فريقه بالبطولة بعدما تغلب في المباراة النهائية على المحرق 2-1 ليحقق وحيد سابع بطولاته مع الأندية. وفي بطولة كأس الاتحاد البحريني فشل فريقه في التأهل إلى الدور النصف النهائي بعدما احتل المركز السادس في المجموعة الثانية بفارق 6 نقاط عن صاحب المركز الثاني البحرين.
في 12 مايو 2017 أعلن المنامة عن تجديد عقد وحيد لموسمين آخرين لينتهي مع نهاية موسم 2018-2019 بعد أن كان العقد الأول ينتهي بنهاية موسم 2016-2017.
في موسمه الرابع 2017-2018 وفي بطولة الدوري الممتاز ساهم في احتلال فريقه المركز الثالث بفارق 16 نقطة عن البطل المحرق. وفي بطولة كأس ملك البحرين ساهم في وصول فريقه إلى الدور الربع النهائي عندما خسر من النجمة 1-2 في مجموع المباراتين. وفي بطولة كأس السوبر البحريني ساهم في تتويج فريقه بعدما تغلب على المالكية بركلات الترجيح ليحقق وحيد ثامن بطولاته مع الأندية. وفي بطولة كأس النخبة البحريني فشل فريقه في التأهل إلى الدور النصف النهائي بعدما احتل المركز الثالث الأخير في المجموعة الثانية بفارق نقطة واحدة عن صاحب المركز الثاني النجمة. وفي بطولة كأس الاتحاد الآسيوي فشل فريقه في التأهل إلى الدور النصف النهائي لغرب آسيا بعدما احتل المركز الرابع الأخير في المجموعة الثانية بفارق 11 نقطة عن المتصدر العهد اللبناني.
في موسمه الخامس والأخير 2018-2019 وفي بطولة الدوري الممتاز ساهم في احتلال فريقه المركز الثاني الوصيف بفارق 6 نقاط عن البطل الرفاع. وفي بطولة كأس ملك البحرين ساهم في وصول فريقه إلى الدور الربع النهائي عندما خسر من المحرق بأفضل الأهداف خارج الأرض بعد التعادل 2-2 في مجموع المباراتين. وفي بطولة كأس النخبة البحريني ساهم في وصول فريقه إلى الدور النصف النهائي عندما خسر من الحد 0-2. وفي بطولة كأس الاتحاد البحريني فشل فريقه في التأهل إلى الدور النصف النهائي بعدما احتل المركز الثاني في المجموعة الثالثة بفارق الأهداف عن المتصدر البحرين.
في 5 يوليو 2019 انتقل وحيد (28 سنة) من المنامة إلى المحرق البحريني (الدوري الممتاز) في صفقة انتقال حر لمدة 5 مواسم. في موسمه الأول في الفترة الثانية والسادس ككل 2019-2020 وفي بطولة الدوري الممتاز ساهم في احتلال فريقه المركز الثاني الوصيف بفارق نقطة واحدة عن البطل الحد. وفي بطولة كأس ملك البحرين ساهم في تتويج فريقه بالبطولة بعدما تغلب في المباراة النهائية على الحد 1-0 وليحقق وحيد تاسع بطولاته مع الأندية. وفي بطولة كأس الاتحاد البحريني ساهم في تتويج فريقه بالبطولة بعدما تغلب في المباراة النهائية على البسيتين 4-1 وليحقق وحيد عاشر بطولاته مع الأندية. وفي بطولة كأس العرب للأندية الأبطال ساهم في فوز فريقه في الدور 32 على شباب قسنطينة الجزائري بأفضلية الأهداف خارج الأرض بعد تعادلهما 3-3 في مجموع المباراتين ليتأهل إلى الدور 16 حينها خسر من الاتحاد السكندري المصري 0-3 في مجموع المباراتين.
في 17 نوفمبر 2019 أجرى وحيد عملية جراحية في إسبانيا بعد تعرضه لإصابة بقطع في وتر القدم أثناء مشاركته في بطولة كأس العالم العسكرية. وقرر وحيد إجراء العملية الجراحية في إسبانيا على يد خبير متخصص في مثل تلك الإصابات. وتقرر أن يغيب وحيد مبدئيا عن فريقه لمدة 3 أشهر وبعدها سيدخل في مرحلة التأهيل التي قد تحتاج إلى شهر إضافي.
في موسمه الثاني في الفترة الثانية والسابع ككل 2020-2021 وفي بطولة الدوري الممتاز ساهم في احتلال فريقه المركز الرابع بفارق 18 نقطة عن البطل الرفاع. وفي بطولة كأس ملك البحرين خرج فريقه من الدور الربع النهائي حينها خسر من الأهلي 1-2. وفي بطولة كأس الاتحاد البحريني ساهم في تتويج فريقه بالبطولة بعدما تغلب في المباراة النهائية على الرفاع الشرقي 2-1 وليحقق وحيد حادي عشر بطولاته مع الأندية. وفي بطولة كأس الاتحاد الآسيوي ساهم تصدر فريقه المجموعة الثانية متفوقا على السلط الأردني المستضيف والأنصار اللبناني ومركز شباب بلاطة الفلسطيني ليتأهل إلى الدور النصف النهائي لمنطقة غرب آسيا حيث فاز على أرضه على العهد اللبناني 3-0 ليتأهل إلى المباراة النهائية لمنطقة غرب آسيا حيث فاز على الكويت الكويتي 2-0 ليتأهل إلى المباراة النهائية لبطولة كأس الاتحاد الآسيوي حيث تغلب على نسف قرشي الأوزبكستاني 3-0 وليحقق وحيد ثاني عشر بطولاته مع الأندية.
في موسمه الثالث في الفترة الثانية والثامن ككل 2021-2022 وفي بطولة الدوري الممتاز ساهم في احتلال فريقه المركز الرابع بفارق 15 نقطة عن البطل الرفاع. وفي بطولة كأس ملك البحرين ساهم في وصول فريقه إلى الدور الربع النهائي حينها خسر من الرفاع بركلات الترجيح. وفي بطولة كأس الاتحاد البحريني ساهم في تتويج فريقه بالبطولة بعدما تغلب في المباراة النهائية على الحد بركلات الترجيح وليحقق وحيد ثالث عشر بطولاته مع الأندية.
في موسمه الرابع في الفترة الثانية والتاسع ككل 2022-2023 وفي بطولة الدوري الممتاز ساهم في احتلال فريقه المركز الثالث بفارق نقطتين عن البطل الخالدية. وفي بطولة كأس ملك البحرين ساهم في وصول فريقه إلى الدور الربع النهائي حينها خسر من الرفاع بركلات الترجيح. وفي بطولة كأس الاتحاد البحريني فشل فريقه في التأهل إلى الدور النصف النهائي بعدما احتل المركز الرابع في المجموعة الرابعة بفارق 4 نقاط عن المتصدر البحرين. وفي بطولة كأس العرب للأندية الأبطال ساهم في فوز فريقه في الدور التمهيدي الأول على السيب العماني بركلات الترجيح بعد تعادلهما 2-2 في مجموع المباراتين ليتأهل إلى الدور التمهيدي الثاتني حينها خسر من الاتحاد الرياضي المنستيري التونسي 0-3 في مجموع المباراتين.
في 20 أغسطس 2023 انتقل وحيد (32 سنة) من المحرق إلى النجمة البحريني (الدوري الممتاز) بالإعارة لمدة موسم واحد.

### المنتخبات
قرر المدرب الإنجليزي أنتوني هدسون استدعاء وحيد (22 سنة) للانضمام إلى تشكيلة البحرين تحت 23 سنة للمشاركة في كأس الخليج للمنتخبات الأولمبية 2013 المقامة في البحرين. شارك وحيد في جميع المباريات أساسيا وساهم في تصدر البحرين المجموعة الأولى بعدما تغلب على الإمارات 1-0 والكويت 3-2 ليتأهل إلى الدور النصف النهائي حيث تغلب على عمان 2-0 ليتأهل إلى المباراة النهائية ليهزم السعودية بهدف نظيف وليحقق وحيد أولى بطولاته مع المنتخبات.
في 30 مارس 2015 قرر المدرب البحريني مرجان عيد استدعاء وحيد (24 سنة) للمشاركة في أولى مبارياته الدولية مع البحرين وكانت أمام الفلبين وديا عندما دخل وحيد بديلا لزميله حمد الدوسري وانتهت المباراة بفوز البحرين 2-1.
في 1 أكتوبر 2019 قرر البحريني أحمد عيسى مدرب منتخب البحرين العسكري استدعاء وحيد للانضمام إلى التشكيلة المشاركة في مسابقة كرة القدم بدورة الألعاب العسكرية في يوهان بالصين. ساهم وحيد في احتلال البحرين المركز الثاني في المجموعة الثالثة بعد الفوز على البرازيل 1-0 وعلى فرنسا 3-1 والتعادل مع كوريا الشمالية 2-2 ليتأهل إلى الدور الربع النهائي حيث تغلب على عمان 1-0 ليتأهل إلى الدور النصف النهائي حيث هزم الجزائر بركلات الترجيح ليتأهل إلى المباراة النهائية حيث فاز على قطر 3-1 ليحقق وحيد الميدالية الذهبية لمسابقة كرة القدم في دورة الألعاب العسكرية.

## الإنجازات
- المحرق (11 بطولة)
  - الدوري البحريني الممتاز (1): 2011/2010
  - كأس ملك البحرين (4): 2011/2010 - 2012/2011 - 2013/2012 - 2020/2019
  - كأس السوبر البحريني (1): 2013
  - كأس الاتحاد البحريني (3): 2020/2019 - 2021/2020 - 2022/2021
  - كأس الخليج للأندية (1): 2012
  - كأس الاتحاد الآسيوي (1): 2021
- المنامة (2)
  - كأس ملك البحرين (1): 2017/2016
  - كأس السوبر البحريني (1): 2017
- منتخب البحرين تحت 23 سنة (1)
  - كأس الخليج للمنتخبات الأولمبية (1): 2013
- منتخب البحرين العسكري (1)
  - الميدالية الذهبية لمسابقة كرة القدم في دورة الألعاب العسكرية (1): 2019

## روابط خارجية
- أشرف وحيد على موقع ناشيونال فوتبول تيمز (الإنجليزية)
- أشرف وحيد على موقع Soccerway.com (الإنجليزية)